# Szczepan Mikołajski
Szczepan Jan Mikołajski (ur. 25 grudnia 1861 w Krakowie, zm. 27 listopada 1929 we Lwowie) – lekarz, działacz Stronnictwa Ludowego, dziennikarz, naczelnik Wydziału Zdrowia we Lwowie.

## Życiorys
Studiował medycynę na Uniwersytecie Jagiellońskim. Studia ukończył w 1888. Uzyskał stopień doktora. Należał do Polskiego Stronnictwa Ludowego, w 1896 pełnił funkcje skarbnika. Kandydował z ramienia tej partii w wyborach do Rady Państwa w 1897 z V kurii, ale przegrał z Ignacym Daszyńskim.  Został kierownikiem szpitala tyfusowego w Zagórzu, gdzie zakaził się durem plamistym. Potem pracował w Dobczycach, a w 1902 przeniósł się do Lwowa. Od 1910 pełnił funkcję radnego miejskiego. W 1902 przesłał wniosek na Walne Zgromadzenie Towarzystwa Samopomocy Lekarzy, aby utworzyć pismo dla lekarzy. Wniosek został zrealizowany w 1903, a Mikołajski  został redaktorem naczelnym Głosu Lekarzy wydawanego początkowo jako "Organ lekarzy Galicyi, Śląska i Bukowiny Subwencjonowany przez Galicyjskie Izby Lekarskie i przez Towarzystwo „Samopomocy Lekarzy”. Funkcję redaktora pełnił do 1914, czyli do momentu gdy pismo przestało wychodzić. 
Był esperantystą. Gdy po przeprowadzeniu ankiety wśród lekarzy 1 marca 1908 ukazał się dodatek do Głosu w języku esperanto Mikołajski zobowiązał się pokryć koszt jego wydawania do końca roku. Jednak zainteresowania pismem, także za granicą było tak duże, że już w połowie miesiąca podjęto decyzję o wydawaniu samodzielnego pisma Vocho de Kuracistoj (Głos lekarzy). Pismo wychodziło do 1911. W 1912 podczas VIII Światowego Kongresu Esperanto w Krakowie został wybrany jego przewodniczącym.
31 grudnia 1923 został odznaczony Krzyżem Oficerskim Orderu Odrodzenia Polski.
W pogrzebie, który odbył się 30 listopada 1929 udział wzięli: wojewoda Gołuchowski jako przedstawiciel Ministerstwa Spraw Wewnętrznych, naczelnik wydziału Ministerstwa dr Jarmiński, przedstawiciele Izby lekarskiej lwowskiej, Towarzystwa Lekarskiego Lwowskiego, Polskiego Towarzystwa Higienicznego we Lwowie. Został pochowany na Cmentarzu Łyczakowskim we Lwowie.